# Danone (entreprise espagnole)
Pour les articles homonymes, voir Danone (homonymie).
Ne doit pas être confondu avec Danone (entreprise française).
 (août 2018).
Si vous disposez d'ouvrages ou d'articles de référence ou si vous connaissez des sites web de qualité traitant du thème abordé ici, merci de compléter l'article en donnant les références utiles à sa vérifiabilité et en les liant à la section « Notes et références ».
Danone est une entreprise agroalimentaire espagnole, fondée à Barcelone le 20 mars 1919 par Isaac Carasso et qui, après sa fusion avec Gervais en 1967, fusionne avec Boussois-Souchon-Neuvesel en 1973, donnant ainsi le groupe agroalimentaire français dont le nom a été simplifié en 1994 en Danone.

## Origines
C'est au lendemain de la Première Guerre mondiale, en 1919, qu'Isaac Carasso (1874-1939), homme d'affaires originaire de la communauté juive de Salonique et installé à Barcelone, ayant exercé le commerce d'agrumes, se trouve une nouvelle passion  : Il avait remarqué que de jeunes enfants de Barcelone souffraient d'affections intestinales, du fait des mauvaises conditions d'hygiène et du climat chaud.
Connaissant de réputation les bienfaits d'un produit du lait dénommé yoghourt, originaire des Balkans ou du Moyen-Orient, dont il avait entendu parler, sa rencontre avec Elie Metchnikoff, prix Nobel en 1908 et directeur de l'Institut Pasteur, va sceller son destin. Fort de ses travaux sur le yoghourt, ce chercheur confère au produit des vertus curatives dont celle de retarder le vieillissement. Selon lui, le milieu intestinal, normalement neutre, serait transformé en un milieu légèrement acide dans lequel les microbes de la putréfaction, responsables de l'auto-intoxication, auraient plus de mal à se développer. Il parvient à isoler les germes permettant de développer la culture des ferments lactiques du yoghourt.
L'Institut va fournir à Isaac Carasso les souches de ferments lactiques et c'est dans un petit atelier de Barcelone que l'aventure commence en 1919. Des yoghourts y sont fabriqués avec du lait frais et selon une méthode empirique utilisée dans les Balkans. Ils sont vendus en pharmacie dans des pots en grès munis de couvercles tenus par une bande de garantie. Isaac Carasso choisit de donner à sa nouvelle société le nom de Danone, surnom affectueux (en catalan) de Daniel, le prénom de son fils,.
Les débuts sont difficiles. Isaac Carasso s'appuie sur les prescriptions des médecins à qui il destine des échantillons pour faire connaître ce nouveau produit. D'abord vendu en pharmacie, Danone franchit la porte des crémeries. Pour lui conserver toute sa fraîcheur et éviter le risque d'oxydation et d'acidité (les réfrigérateurs n'existant pas), le produit est livré tous les matins par les conducteurs du premier tramway.

## Maturité
En 1929, le monde entier est frappé par la crise économique. Danone commence ses premiers pas à l'international. Daniel Carasso, né en 1905 et alors âgé d'un peu plus d'une vingtaine d'années, établit la marque en France et crée le 6 février 1929, la Société parisienne du yoghourt Danone, dans un petit atelier du 18e arrondissement. Comme son père, Daniel Carasso s'appuie sur les médecins pour faire connaître Danone. En 1930,  Isaac Carasso sollicite la plus grande agence publicitaire de l'époque, l'agence Damour, et Dupuy[Qui ?], signe la première affiche Danone[réf. nécessaire]. En 1932, une usine est construite à Levallois-Perret pour répondre à la demande de plus en plus importante.
Isaac Carasso meurt en 1939. La Seconde Guerre mondiale met provisoirement un terme au développement de Danone en France. Daniel Carasso, juif espagnol, est contraint de s'exiler aux États-Unis. Avant de partir, il confie sa marque à deux amis, Norbert Lafont pour la France et Luis Portobella pour l'Espagne, pour éviter que la société ne tombe dans des mains étrangères.
Les Trente Glorieuses voient l'entreprise grossir et se diversifier. En 1953, les yoghourts aromatisés dits "fruités" aux capsules argentées apparaissent[réf. nécessaire]. En 1958, une deuxième usine est construite, en région parisienne, au Plessis-Robinson[réf. nécessaire].

## Fin d'indépendance
En 1967, Danone fusionne avec Gervais, fabricant de fromage frais et devient Gervais Danone. Gervais Danone fusionne ensuite avec Boussois-Souchon-Neuvesel en 1973. Cette fusion donne alors naissance à BSN-Gervais Danone, renommé BSN en 1983 puis Danone, la première entreprise agroalimentaire de France, en 1994.